# Жуковський Леонтій Михайлович
Леонтій Михайлович Жуковський (23 квітня 1874 — † ?) — полковник Армії УНР.

## Біографія
Закінчив Ярославську гімназію, Єлисаветградське кавалерійське училище за 2-м розрядом (1897), служив у 176-му піхотному Переволочненському полку (Звенигородка).
З 26 лютого 1906 р. служив у прикордонній сторожі — у 18-й Волинській бригаді.
Брав участь у Першій світовій війні. Останнє звання у російській армії — підполковник.
В Армії УНР — з весни 1920 р.
З 21 квітня 1921 р. — начальник Спільної школи підстаршин 3-ї Залізної стрілецької дивізії Армії УНР.